# Metilestrenolona
La Metilestrenolona (nombres comerciales Metalutina, Orgasteron, Lutenina, Matronal), conocida también como normetandrona y normetisterona, como así también 17α-metil-19-nortestosterona, es una progestina y andrógeno capaz de actuar como esteroide anabólico.